# Araneus uruapan
Araneus uruapan Levi, 1991 è un ragno appartenente alla famiglia Araneidae.

## Distribuzione
L'olotipo maschile e un paratipo maschile sono stati rinvenuti in una località del Messico centrale: 16 km a sud di Uruapan, nello stato di Michoacán.

## Tassonomia
Non sono stati esaminati esemplari di questa specie dal 1991
Attualmente, a dicembre 2013, non sono note sottospecie